# Hans-Peter Bock

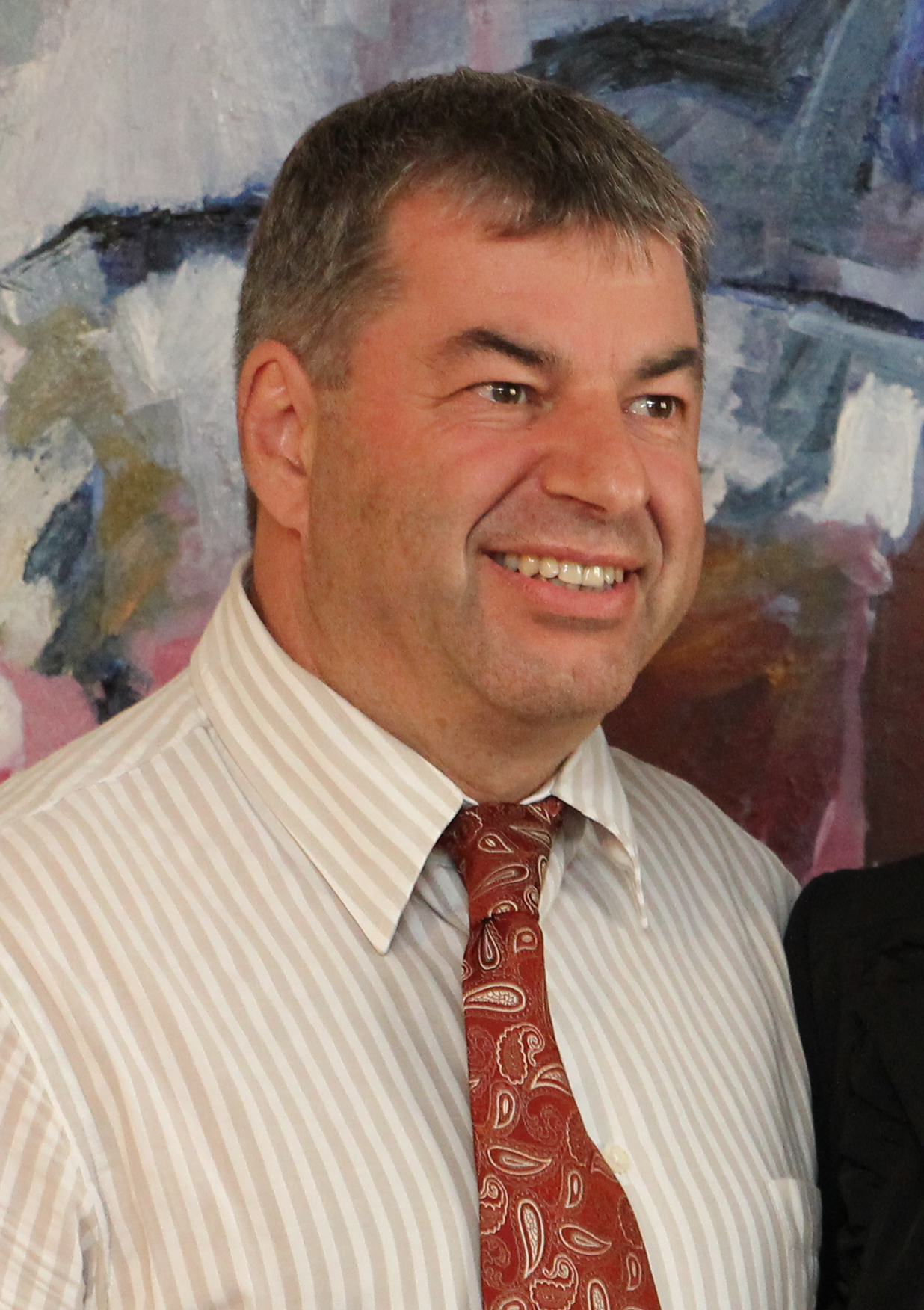
Hans-Peter Bock (2011)

Hans-Peter Bock (* 26. Jänner 1957 in Fließ) ist ein österreichischer Politiker (SPÖ). Er war von 2003 bis 2008 und von 2010 bis 2013 Abgeordneter zum Tiroler Landtag. Von 2008 bis 2010 und von 2013 bis 2018 war er Mitglied des Bundesrates. Von 1998 bis Mai 2021 war er außerdem Bürgermeister von Fließ.

## Leben
Hans-Peter Bock wurde als Sohn eines Maurers in Fließ geboren und hat elf Geschwister. Er besuchte bis 1971 die Volksschule Fließ und wechselte danach den Polytechnischen Lehrgang in Landeck. Ab 1972 absolvierte er die HTL Innsbruck für Tiefbau, wo er 1977 maturierte. 
Bock begann nach der Matura für die Firma Goidinger in Zams zu arbeiten und leistete zwischen Oktober 1978 und April 1979 seinen Präsenzdienst in der Eugenkaserne in Innsbruck als Funker ab. Bock arbeitete in der Folge weiter als Bautechniker in Zams. Zunächst war Bock dort als Hochbautechniker tätig, ab 1979 war er Statiksachbearbeiter und ab 1985 Verkaufsleiter. Zwischen 1992 und 2003 war Bock in der Geschäftsleitung tätig.

## Politik
Bock engagiert sich seit 1978 in der Politik. 1980 kandidierte er zum ersten Mal für den Gemeinderat und wurde in den Gemeindevorstand gewählt. Diesem gehörte er bis 1998 an. 1998 trat Bock zum zweiten Mal bei den Bürgermeisterdirektwahlen an und wurde mit 65 % der Stimmen zum Bürgermeister gewählt.  
Bock wurde im Juli 2003 zum Bezirksvorsitzenden der SPÖ-Landeck gewählt und ist 1998 Obmann des Naturparks Kaunergrat mit den neun Gemeinden des Kauner- und Pitztales. Zudem ist er Obmann der Almagrargemeinschaft der Fließer Gemeindealmen. Am 21. Oktober 2003 wurde Bock als Abgeordneter zum Tiroler Landtag angelobt und war Finanz- und Raumordnungssprecher des SPÖ Klubs. Er war zudem Mitglied im Ausschuss für Rechts-, Gemeinde- und Bauangelegenheiten sowie im Finanzausschuss.
Am 1. Juli 2008 wurde Hans-Peter Bock vom Tiroler Landtag in den Bundesrat gewählt und schied aus dem Landtag aus. Am 16./17. November 2010 wechselte er vom Bundesrat wieder in den Landtag und übernahm dort die Rolle des Klubobmanns der SPÖ. Am 24. Mai 2013 wurde er wiederum in den Bundesrat gewählt. Nach der Landtagswahl in Tirol 2018 schied er aus dem Bundesrat aus.
Anfang Mai 2021 gab er seinen Rücktritt als Bürgermeister von Fließ bekannt, zu seinem Nachfolger wurde am 21. Mai 2021 Alexander Jäger gewählt.

## Auszeichnungen
- 2016: Großes Silbernes Ehrenzeichen für Verdienste um die Republik Österreich[5]
- 2021: Ehrenbürger der Gemeinde Fließ[6]

## Privates
Bock ist seit 1983 verheiratet und hat drei Töchter.